# Алтенбамберг
Алтенбамберг (њем. Altenbamberg) општина је у њемачкој савезној држави Рајна-Палатинат. Једно је од 119 општинских средишта округа Бад Кројцнах. Према процјени из 2010. у општини је живјело 799 становника. Посједује регионалну шифру (AGS) 7133003.

## Географија
Алтенбамберг се налази у савезној држави Рајна-Палатинат у округу Бад Кројцнах. Општина се налази на надморској висини од 130 метара. Површина општине износи 7,5 km².

## Становништво
У самом мјесту је, према процјени из 2010. године, живјело 799 становника. Просјечна густина становништва износи 106 становника/km².

## Међународна сарадња
| Мјесто | Држава    | Врста сарадње | Од    |
| ------ | --------- | ------------- | ----- |
|        | Француска | партнерство   | 1968. |
| Извор  |           |               |       |